# Almorexant
Almorexant (INN; mã phát triển ACT-078573) là một chất đối vận orexin, hoạt động như một chất đối vận thụ thể cạnh tranh của các thụ thể orexin OX1 và OX2, được phát triển bởi các công ty dược phẩm Actelion và GSK để điều trị chứng mất ngủ. Sự phát triển của thuốc đã bị bỏ rơi vào tháng 1 năm 2011 do các vấn đề không được tiết lộ liên quan đến hồ sơ an toàn của almorexant.

## Phát triển
Được Actelion phát triển, từ năm 2007, almorexant đã được báo cáo là một loại thuốc bom tấn tiềm năng, vì cơ chế hoạt động mới của nó (đối kháng thụ thể orexin) được cho là tạo ra giấc ngủ chất lượng tốt hơn và ít tác dụng phụ hơn so với các thuốc benzodiazepine và thuốc Z truyền thống thống trị thị trường thuốc trị mất ngủ trị giá hàng tỷ đô la.
Vào năm 2008, GlaxoSmithKline đã mua quyền phát triển và tiếp thị cho almorexant từ Actelion với khoản thanh toán ban đầu là 147 triệu đô la. Thỏa thuận này có giá trị ước tính khoảng 3,2 tỷ USD nếu thuốc đã hoàn thành phát triển lâm sàng và được FDA chấp thuận. GSK và Actelion tiếp tục cùng nhau phát triển loại thuốc này và hoàn thành thử nghiệm lâm sàng giai đoạn III vào tháng 11 năm 2009.
Tuy nhiên, vào tháng 1 năm 2011 Actelion và GSK tuyên bố họ đang từ bỏ sự phát triển của almorexant vì hồ sơ tác dụng phụ của nó.

## Cơ chế hoạt động
Almorexant là một chất đối kháng thụ thể OX1 và OX2 cạnh tranh và ức chế chọn lọc các hậu quả chức năng của việc kích hoạt thụ thể OX1 và OX2, như huy động Ca 2+ nội bào.